# Umbral de inteligibilidad
Umbral de inteligibilidad, es un rango de la logoaudiometría en el que el paciente comprende correctamente el 50% de las palabras presentadas, esto, entre 10 a 15 decibelios (db) sobre el umbral de detección de la voz, comprende bisilabos compuestos y bisílabos fonéticamente balanceados. Esta medición se debe comenzar por el oído con menos problemas.